# Emil von Gahlen
Emil von Gahlen (* 26. Oktober 1828 in Barmen (heute Stadtteil von Wuppertal); † 5. Februar 1919 in Düsseldorf) war ein deutscher Unternehmer.

## Leben
Emil von Gahlen war verheiratet mit Amalie geb. Schwarte (* 12. August 1835 in Solingen; † 24. April 1922 in Düsseldorf).
1852 übernahm Emil von Gahlen eine bereits 1845 von Heinrich Frieding und Josef Göbbels gegründete Drahtstiftefabrik in Gerresheim. Die Produktionsstätte lag in Teilen des ehemaligen Katharinenkonvents. Zu dieser Zeit beschäftigte der Betrieb 27 Arbeiter. Besonders bekannt war er für seine Formerstifte und Patent-Absatzstifte. Im Jahr 1860 wurde das Werk an die heutige Heyestraße verlegt. In den ehemaligen Räumen der Drahtstiftefabrik betrieb er seitdem eine Nietenfabrik. Der Tagelohn war in den Jahren 1867 bis 1872 niedriger als der bei Hahn (Röhrenfabrik) und Weyer (Waggonfabrik). Die Firma Emil von Gahlen & Co. stellte auf der Weltausstellung Melbourne 1880/1881 Nieten aus. Die Stilllegung der Drahtstiftefabrik erfolgte im Jahre 1900.
1856 existierte in Düsseldorf außerdem eine Farb- und Materialwarenhandlung von Gahlen, die von der Textilindustrie Aufträge erhielt.
Im Jahr 1860 wurde von Gahlen Stadtverordneter der Stadt Gerresheim. Ein Jahr später wurde er Vorsitzender des evangelischen Schulvereins und regte die Einrichtung einer evangelischen Privatschule in den Räumen des Quadenhofs an, der Unterricht begann am 8. Mai 1865.
Zusammen mit einem Kompagnon betrieb Emil von Gahlen die Draht- und Drahtstiften-Fabrik Emil von Gahlen & Becker in Düsseldorf-Oberbilk Diese wurde 1873 in die Aktiengesellschaft Düsseldorfer Eisen- und Drahtindustrie umgewandelt. Emil von Gahlen übernahm den Vorsitz des Aufsichtsrates. 1909 legte Emil von Gahlen den Aufsichtsratsvorsitz nieder; Nachfolger wurde Peter Klöckner, unter dessen Einfluss das Unternehmen gelangt war. In diesem Jahr beschäftigte die Düsseldorfer Eisen- und Drahtindustrie AG 1055 Arbeiter. Sie wurde 1923 Teil der Klöckner-Werke AG.
Unter Führung Emil von Gahlens wurde 1882 die Waggonfabrik Carl Weyer & Cie. in die Aktiengesellschaft Düsseldorfer Eisenbahnbedarf, vorm, Carl Weyer & Cie. umgewandelt. Auch hier wurde Emil von Gahlen Aufsichtsratsvorsitzender. Er behielt dieses Amt 31 Jahre lang.
Von Gahlen war Teilhaber anderer Unternehmen und Aufsichtsratsmitglied bzw. -vorsitzender mehrerer Gesellschaften.
1893 gründete er die Emil-von-Gahlen-Stiftung zur Unterstützung bedürftiger Arbeiter der Gerresheimer Nietenfabrik und der Düsseldorfer Eisen- und Drahtindustrie.

## Auszeichnungen
- 1913: Kronenorden dritter Klasse[19]